# Placocarpa mexicana
Placocarpa mexicana là một loài thực vật có hoa trong họ Thiến thảo. Loài này được Hook.f. miêu tả khoa học đầu tiên năm 1873.